# János Madarász
János Madarász (14 maggio 1974) è un allenatore di calcio a 5 ed ex giocatore di calcio a 5 ungherese.

## Carriera
A partire dal 1996, dopo alcune stagione giocate nella seconda e terza serie del campionato ungherese di calcio, Madarász si converte al calcio a 5, venendo tesserato dal Párna. La sua carriera, estesasi per tre lustri, è stata ricca di successi sia nel campionato ungherese sia in quello rumeno. Con la nazionale maschile di calcio a 5 dell'Ungheria ha disputato due campionati europei, il secondo dei quali da capitano. In totale, ha giocato 127 partire con la selezione magiara, realizzando 98 reti.  Madarász si è ritirato al termine della stagione 2010-11, intraprendendo in seguito la carriera di allenatore.

## Palmarès
- Campionato ungherese: 6
Cső-Montage: 2001-02, 2002-03
Gödöllő: 2005-06, 2006-07
Győri ETO: 2009-10, 2010-11
- Coppa d'Ungheria: 6
Cső-Montage: 2001-02, 2002-03
Gödöllő: 2005-06, 2006-07
Győri ETO: 2009-10, 2010-11
- Campionato rumeno: 1
Székelyudvarhely: 2007-08